# Hoholitna River
Der Hoholitna River ist ein etwa 265 Kilometer langer rechter Nebenfluss des Holitna River im Südwesten des US-Bundesstaats Alaska.

## Verlauf
Der Whitefish Lake, 80 Kilometer nordnordwestlich des Lake Clark, bildet den Ursprung des Hoholitna River. Von dort strömt der Fluss anfangs in westlicher Richtung. Er nimmt nach etwa 90 Kilometern den South Fork Hoholitna River von links auf und ändert kurz darauf seinen Kurs in Richtung Nordnordwest. Der Hoholitna River mündet schließlich rechtsseitig in den Holitna River, 55 Kilometer oberhalb dessen Mündung bei Sleetmute in den Kuskokwim River. Der Hoholitna River weist auf seinem gesamten Flusslauf ein stark mäandrierendes Verhalten mit zahlreichen Altarmen auf.

## South Fork Hoholitna River
Der South Fork Hoholitna River ist ein 64 km langer linker Nebenfluss des Hoholitna River. Er hat seinen Ursprung in einem kleinen namenlosen See auf einer Höhe von etwa 550 m. Er fließt in überwiegend westlicher Richtung und mündet 67 km westlich vom Whitefish Lake in den Hoholitna River. Die Mündung liegt auf einer Höhe von 157 m. Der Fluss weist ein stark mäandrierendes Verhalten mit zahlreichen engen Flussschlingen auf.